# Carlos Ott
Carlos A. Ott (* 16. října 1946 v Montevideu) je původem uruguayský architekt žijící v Kanadě.

## Životopis
Carlos Ott studoval na Uruguayské univerzitě, kde v roce 1971 získal diplom. Poté se stal stipendistou Fulbrightovy nadace a studoval na architektonické škole ve Washingtonu. V letech 1975–1979 byl partnerem v architektonické kanceláři Moffat and Kinoshita v Torontu, kde zvítězil v soutěži na rekonstrukci a rozšíření Royal Ontario Museum v Torontu. Poté vedl do roku 1983 architektonický tým společnosti Cadillac a nakonec se stal partnerem v kanadské architektonické kanceláři Neish Owen Roland and Roy. Ve stejném roce zvítězil v mezinárodní soutěži se svým návrhem na novou pařížskou operu.

## Výběr z díla
- 1983: Opéra Bastille, Paříž
- 1993: koncertní sál, Mont-de-Marsan, Francie
- 1993: budova ředitelství Technicolor, Ženeva
- 1995: Simcoe Place, Toronto, Kanada
- 1997: Opera Jiang Su, Nanking, Čína
- 1997: Mezinárodní letiště Ushuaia, Argentina
- 1997: Mezinárodní letiště Carlose A. Curbela, Punta del Este, Uruguay
- 1997: klinika, Výmar, Německo
- 1998: National Bank of Dubai, Dubaj, Spojené arabské emiráty
- 2000: Edificio Plaza Libertad, Buenos Aires, Argentina
- 2000: Hotel Hilton, Dubaj, Spojené arabské emiráty
- 2001: Mezinárodní letiště El Calafate, Argentina
- 2002: Torre de las Telecomunicaciones, Montevideo, Uruguay
- 2007: Calgary Courts Centre, Calgary, Kanada

## Ocenění
- 1971: Master in Architecture and Urban Design
- 1986: Arts et Lettres, Francie
- 1988: Řád čestné legie, Francie
- 1990: Medalla de Oro, Uruguayská univerzita
- 1997: Distinguished Alumni Award, Washington, USA